# 真田幸良
真田 幸良（さなだ ゆきよし）は、江戸時代後期の信濃国松代藩の世嗣。官位は従五位下・豊後守。

## 略歴
第8代藩主・真田幸貫の長男として誕生。
幸貫が真田家に養子入りする以前に生まれた子供だったため、幕府には祖父・松平定信の末男と届け出た。その後、幸貫が松代藩主となったため、その養嗣子に迎えられた。
天保15年（1844年）、家督を相続することなく早世し、長男・幸教が代わって嫡子となった。

## 系譜
- 父：松平定信（1759-1829） - 公式上の父
- 母：不詳
- 養父：真田幸貫（1791-1852） - 実父
- 正室：貞松院 - 定、柳沢保泰娘
- 側室：チエ - 順操院、心戒、村上松園の娘（村上英俊妹）
  - 長男：真田幸教（1836-1869）
- 生母不明の子女
  - 長女：貞子 - 松平定猷正室